# Ty ne takoj
Ty ne takoj (in russo Ты не такой?, Non sei così) è il singolo di debutto della cantante russa Julianna Karaulova, pubblicato il 3 maggio 2015 su etichetta discografica Zion Music. Il brano è accompagnato da un video musicale girato a Roma. Ty ne takoj è inclusa nell'album di debutto di Julianna, Čuvstvo Ju.
Il singolo ha raggiunto il primo posto della classifica radiofonica russa, mantenendo la posizione per due settimane non consecutive, e il quarantesimo posto della classifica radiofonica ucraina. Ty ne takoj è stato il dodicesimo singolo più venduto in Russia nel 2015 e il diciassettesimo brano più mandato in radio dell'anno.

## Tracce
Download digitale
1. Ty ne takoj – 3:16

## Classifiche
| Classifica (2015) | Posizione massima |
| ----------------- | ----------------- |
| Russia            | 1                 |
| Ucraina           | 40                |